# Záhlubník

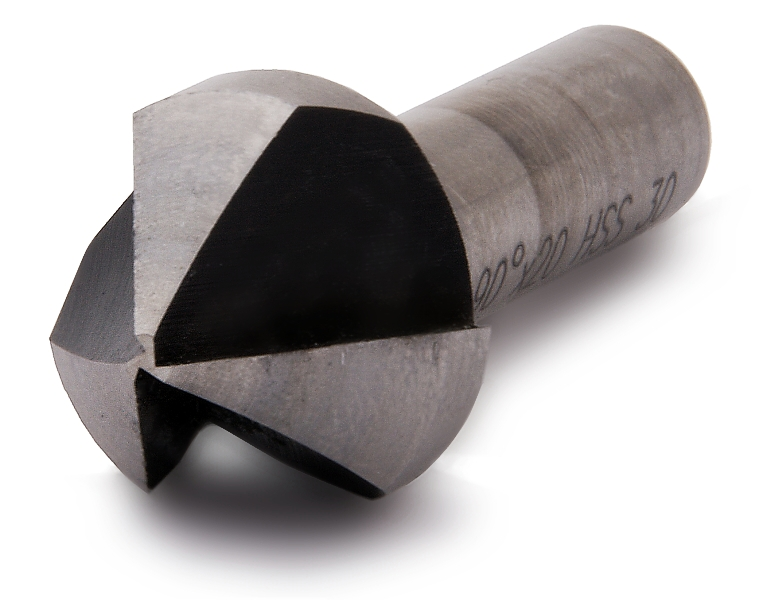
Trojbřitý záhlubník s válcovou stopkou.

Záhlubník je nástrčný nástroj pro zahloubení díry v obrobku.
Zahloubení se provádí proto, aby bylo možné zapustit hlavu šroubu do obrobku rovně s povrchem obrobku. Otvor se zvětší takovým záhlubníkem, který má stejný úhel jako šroub. Různé typy záhlubníků proto mají různé vrcholové úhly hlavy, které jsou vhodné pro daný úhel hlavy zápustného šroubu. Obdobně jako pro šroub se záhlubník může použít pro zapuštění hlavy vrutu.
Další využití je odstranění otřepů po obrobení díry. Otřepy se odstraňují proto, aby byl obrobek bezpečnější pro obsluhu, nebo jako příprava před řezáním závitů.
Strojní záhlubník má válcovou, šestihrannou nebo kuželovou stopku. Ruční záhlubník má stopku válcovou nebo je opatřen rukojetí. Hlava záhlubníku je nejméně trojbřitá.
Záhlubníky pro opracování kovů se zpravidla vyrábějí z rychlořezné oceli, záhlubníky do dřeva z oceli nástrojové.

Průřez děr, které byly opracovány záhlubníky s odlišným úhlem hlavy